# Ральф Шуманн
Ральф Шуманн  (нім. Ralf Schumann; нар. 10 червня 1962) — німецький стрілець, олімпійський чемпіон.

## Виступи на Олімпіадах
| Олімпіада      | Дисципліна                     | Місце |
| -------------- | ------------------------------ | ----- |
| Сеул 1988      | швидкострільний пістолет, 25 м | 2     |
| Барселона 1992 | швидкострільний пістолет, 25 м | 1     |
| Атланта 1996   | швидкострільний пістолет, 25 м | 1     |
| Сідней 2000    | швидкострільний пістолет, 25 м | 5     |
| Афіни 2004     | швидкострільний пістолет, 25 м | 1     |
| Пекін 2008     | швидкострільний пістолет, 25 м | 2     |